# Dnipro-M
Dnipro-M (укр. Дніпро-М) — український виробник і поставник інструментів для будівництва, ремонту та садово-паркової техніки. Головний офіс розташовано в Києві.

## Історія
Компанію заснував 2011 року Олександр Колісник. Назва бренду походить від річки Дніпро та рідного міста перших інженерів компанії; «М» — означає «майстерність». 2012 року почато випуск бензопил та тримерів. У 2014-му компанія запустила сайт, 2016 року була представлена лінійка акумуляторних інструментів.
У 2017 році у Києві відкрився перший фірмовий магазин. Станом на листопад 2021 року в Україні діяли 403 магазини у 182 містах. У 2017-му також з'явилась серія ручного інструменту ULTRA та витратних матеріалів.
2018 року компанія змінила дизайн, представила водонепроникний зварювальний апарат Dnipro-M SAB-258PW та лінійка 12V шуруповертів.
У 2018—2019 роках бренд вийшов на ринки Європи та Західної Азії, зокрема в Dnipro-M в Польщі, Латвію, Литву, Естонію, Чехію, Угорщину, Словаччину, Вірменію та Грузію. У 2019 році почався випуск інструментів для професійних користувачів, була представлена акумуляторна лінійка на 20V та здійснено перехід на безщіткову технологію двигунів.
2021 року почато відкриття салонів за франшизою в Україні, 2023 року почала роботу міжнародна франшиза.

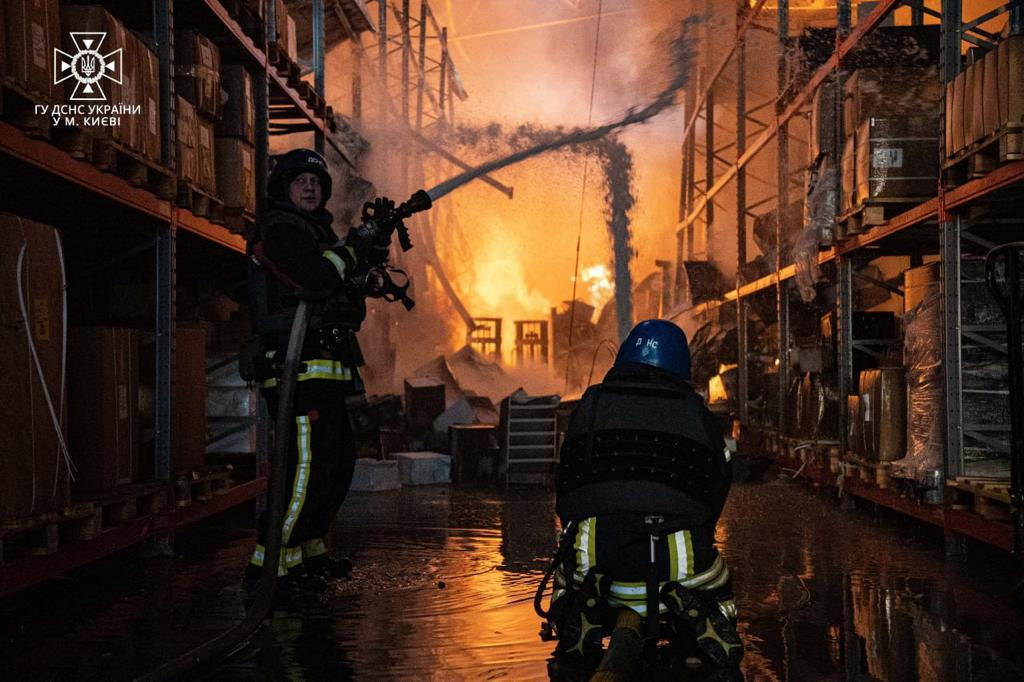
Палаючий склад компанії. Київ 29.12.2023

29 грудня 2023 року, під час масштабної ракетної атаки, російська ракета влучила в склад компанії в Києві.

## За кордоном
З 2018 року бренд представлений у Польщі, Латвії, Литві, Естонії, Чехія, Угорщині, Словаччині, Вірменії, Грузії. Станом на жовтень 2024 року в Європі працював 21 салон Dnipro-M: в Іспанії (Мадрид), Словаччині (Братислава), Угорщині (Будапешті), Польщі (Варшава, Вроцлав, Намислув) та Чехії (Прага, Брно та Градець-Кралове).
З 2022 року працює розподільчий склад у Варшаві. На початку 2024 року там же відкрили другий склад.

## Виробництво та асортимент

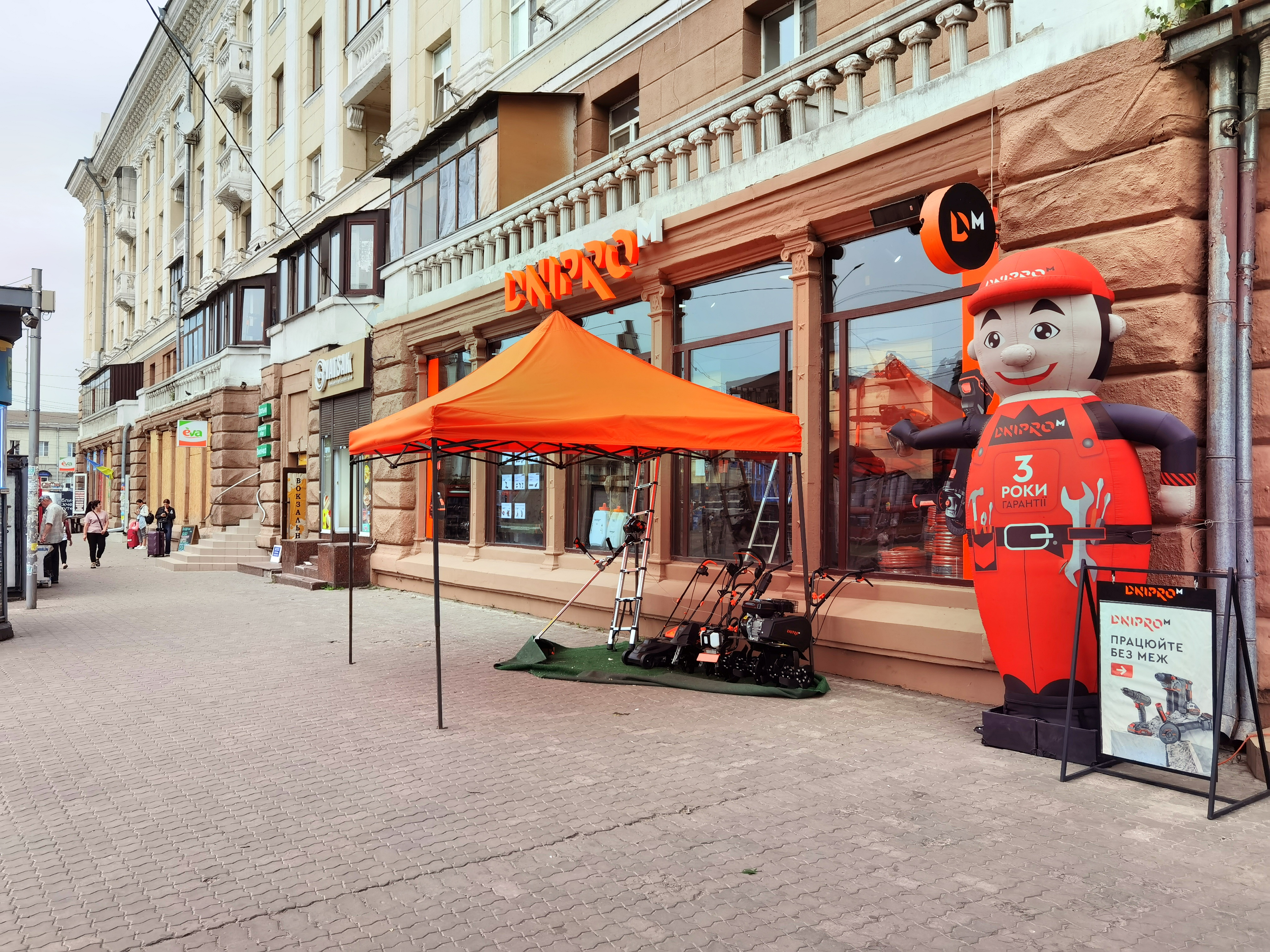
Магазин у Дніпрі

Асортимент налічує понад 1800 найменувань товарів: мережевий та акумуляторний інструмент, зварювальне обладнання, ручний інструмент, садово-паркова техніка, витратні матеріали, засоби індивідуального захисту та інші. Асортимент акумуляторних інструментів налічує понад 70 одиниць товару в модельних лінійках на 12 та 20 V.
У 2011 році бренд створив у Києві R&D центр. Електроінструменти та витратні матеріали виробляють у КНР у провінції Чжецзян, а також на Тайвані, в Індії, Туреччині, Польщі.
Частина витратних матеріалів, засобів індивідуального захисту, аксесуарів та одягу випускається в Україні. Вся продукція виготовляється на 140 заводах.

## Визнання
- 2018 — Компанія увійшли до Книги рекордів України, створивши найбільший логотип із шурупів (9690 штук)[13]
- 2022 — франшиза Dnipro-M увійшла до ТОП-3 франшиз за кількістю відкритих торгових точок в Україні за версією Forbes Україна.[14]